# José Carlos Nascimento
José Carlos Nascimento, mais conhecido como Zé Carlos (Goiânia, 19 de março de 1965), é um ex-futebolista brasileiro que atuava como defensor.

## Carreira
Zé Carlos é o defensor que mais marcou no FC Porto. Marcou 25 gols em seis épocas de dragão ao peito.